# ロレンツォ・モナコ

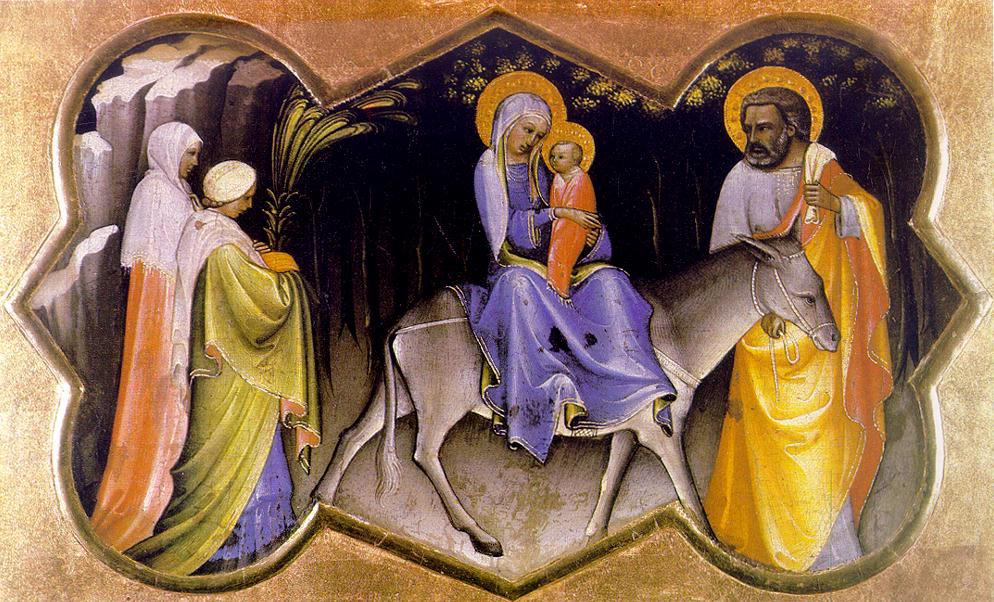
ロレンツォ・モナコ『エジプトへの逃避』（1405年頃）
テンペラ、ポプラ、21,2 x 35,5 cm
アルテンブルク、Staatliches Lindenau-Museum

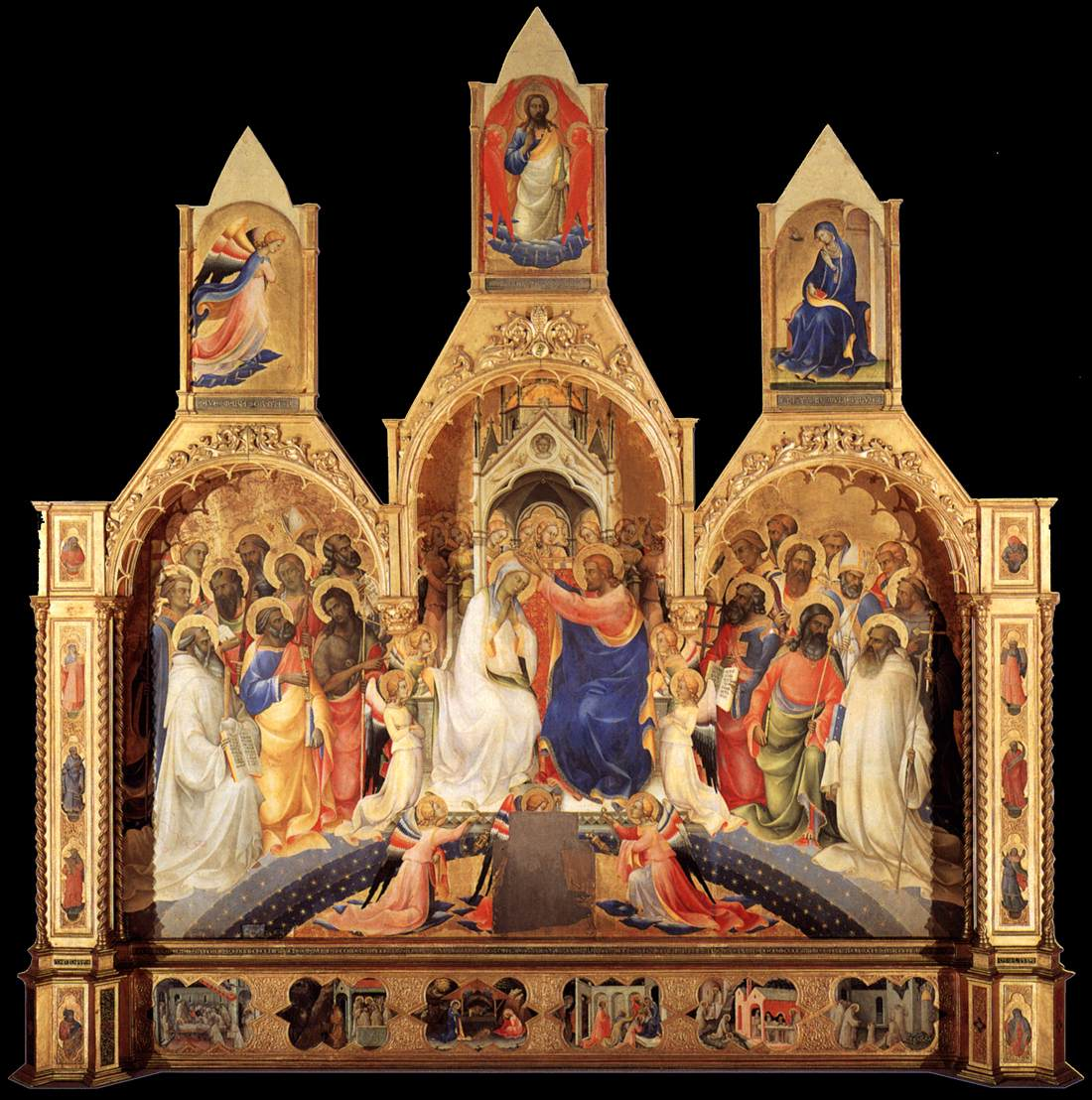
ロレンツォ・モナコ『聖母戴冠』(1414年) テンペラ、板、506 cm × 447.5 cm、フィレンツェ、ウフィツィ美術館

ロレンツォ・モナコ（Lorenzo Monaco, 1370年頃 - 1425年）、本名ピエロ・ディ・ジョヴァンニ（Piero di Giovanni）は、イタリア、フィレンツェの画家。
1391年、フィレンツェ、サンタ・マリア・デリ・アンジェリ教会カマルドリ会修道院に入ったが、終生誓願をする前に、修道生活を離れた。それにもかかわらず現実には、「修道士ロレンツォ（Lorenzo Monaco）」と呼ばれるのが通例だった。ロレンツォの作品にはシエナ派と同じくらい、14世紀後期の国際ゴシック様式の影響がうかがえる。ジョルジョ・ヴァザーリの『画家・彫刻家・建築家列伝』の中には、ロレンツォ・モナコの伝記が書かれてある。

## 作品
- 聖者たちと聖母子（1395年 - 1402年）Sendiegomuseum.org
- 『聖母戴冠』を描いた祭壇画（1407〜1409年頃）カマルドリ会修道院のためのもの。nationalgallery.org.uk
- 『聖ヴェネディクトの生涯の出来事』（1407〜1409年頃）nationalgallery.org.uk
- 『キリスト降誕』（1409年）祭壇上の飾台の一部と思われる板絵。metmuseum.org
- 『受胎告知』（1410-1415年）フィレンツェ、アカデミア美術館
- 『聖母戴冠』（1414年）フィレンツェ、ウフィツィ美術館 (サンタ・マリア・デリ・アンジェリ教会のためのもの)
- 『東方三博士の礼拝』（1422年）フィレンツェ、ウフィツィ美術館